# 사랑에 관한 아홉 가지 미신
《사랑에 관한 아홉가지 미신》는 1998년 3월 27일에 방영된 MBC 베스트극장이다. 결혼을 앞둔 신세대 남녀가 갑자기 불어닥친 구제금융 한파로 겪는 혈실적 갈등을 담았다.

## 줄거리
진아와 갑수는 결혼남짜까지 잡아놓은 예비 신혼부부다. 갑수는 대학을 졸업하고 대기업에 취직했지만 구제금융 한파 때문에 채용이 취소되면서 낭패에 빠는데, 회사 부도가 난 아버지까지 서울로 오게 되면서 결혼이 무산될 위기를 맞는다. 진아는 어머니와 언니까지 가세해 결혼은 철저히 계산해서 해야 한다고 옆에서 부추긴다.

## 등장 인물
- 이상인 : 갑수 역
- 나경미 : 진아 역
- 이현경 : 수정 역